# Lithobates virgatipes
Lithobates virgatipes es una especie de anfibio anuro de la familia Ranidae.

## Distribución geográfica
Esta especie es endémica de la costa este de los Estados Unidos. Habita:
- en el sur de Nueva Jersey;
- en el este de Maryland;
- en el este de Virginia;
- en el este de Carolina del Norte;
- en el este de Carolina del Sur;
- en el sureste de Georgia;
- en el extremo norte de Florida.[4]

## Publicación original
- Cope, 1891 : A new species of frog from New Jersey. American Naturalist, vol. 25, p. 1017-1019[5]